# Svenska rekord inom friidrotten
Följande är en lista över svenska rekord i friidrott. Rekorden kontrolleras av Svenska Friidrottsförbundet (SFIF).

## Seniorer

### Utomhus

#### Herrar
| Gren              | Rekord | Namn                                                                    | Datum              | Tävling                    | Plats                              | Noter |
| ----------------- | --- | ----------------------------------------------------------------------- | ------------------ | -------------------------- | ---------------------------------- | ----- |
| 100 m             | 10,08 | Henrik Larsson                                                          | 12 maj 2024        | Mandl Memorial             | Graz, Österrike                    |       |
| 200 m             | 20,30 | Johan Wissman                                                           | 23 september 2007  | IAAF World Athletics Final | Stuttgart, Tyskland                |       |
| 400 m             | 44,56 | Johan Wissman                                                           | 29 augusti 2007    | Världsmästerskapen         | Osaka, Japan                       |       |
| 800 m             | 1.43,13 | Andreas Kramer                                                          | 12 juli 2024       | Diamond League             | Monaco, Monaco                     |       |
| 1000 m            | 2.14,96 | Andreas Kramer                                                          | 22 juli 2025       | Folksam Grand Prix         | Varberg, Sverige                   | [ 1 ] |
| 1500 m            | 3.30,87 | Samuel Pihlström                                                        | 6 juni 2025        | Diamond League             | Rom, Italien                       | [ 2 ] |
| 1 mile            | 3.52,50 | Samuel Pihlström                                                        | 21 augusti 2024    | Folksam Grand Prix         | Borås, Sverige                     |       |
| 2000 m            | 4.59,71 | Kalle Berglund                                                          | 10 augusti 2020    | Folksam Grand Prix         | Sollentuna, Sverige                |       |
| 3000 m            | 7.37,05 | Andreas Almgren                                                         | 5 maj 2023         | Doha Diamond League        | Doha, Qatar                        |       |
| 5000 m            | 12.44,27 | Andreas Almgren                                                         | 15 juni 2025       | Bauhausgalan               | Stockholm, Sverige                 |       |
| 5 km              | 13.32 | Jonas Glans                                                             | 1 oktober 2023     | VM i landsvägslöpning      | Riga, Lettland                     |       |
| 10 000 m          | 26.52,87 | Andreas Almgren                                                         | 15 mars 2024       | The TEN                    | San Juan Capistrano, USA           |       |
| 10 km             | 26.53 | Andreas Almgren                                                         | 12 januari 2025    | 10K Valencia Ibercaja      | Valencia, Spanien                  |       |
| 15 km             | 43.34 | David Nilsson                                                           | 17 november 2019   |                            | Kalmar, Sverige                    |       |
| 1 timme           | 20 128 m | Emil Millán de la Oliva                                                 | 4 september 2020   | Diamond League             | Bryssel, Belgien                   |       |
| 20 000 m          | 59.41,32 | Emil Millán de la Oliva                                                 | 4 september 2020   | Diamond League             | Bryssel, Belgien                   |       |
| 20 km             | 1:01.01 | Magnus Bergman                                                          | 13 mars 1999       | 20 van Alphen              | Alphen aan den Rijn, Nederländerna |       |
| Halvmaraton       | 59.23 | Andreas Almgren                                                         | 11 februari 2024   | Barcelona Half Marathon    | Barcelona, Spanien                 |       |
| 25 000 m          | 1:18.06,2 | Owe Malmqvist                                                           | 7 augusti 1973     |                            | Stockholm, Sverige                 |       |
| 25 km             | 1:16.06 | Tommy Persson                                                           | 7 april 1980       |                            | Linköping, Sverige                 |       |
| 30 000 m          | 1:38.49,0 | Magnus Bergman                                                          | 28 augusti 2004    |                            | Kvarnsveden, Sverige               |       |
| 30 km             | 1:34.52 | Ulf Håkansson                                                           | 10 juni 1972       |                            | Skänninge, Sverige                 |       |
| Maraton           | 2:07.35 | Suldan Hassan                                                           | 18 februari 2024   | Sevilla maraton            | Sevilla, Spanien                   | [ 3 ] |
| 100 km            | 6:20.51 | Olle Meijer                                                             | 27 april 2024      |                            | Växjö, Sverige                     |       |
| 24-timmarslöpning | 272,086 km | Torbjörn Gyllebring                                                     | 30 april 2023      |                            | Växjö, Sverige                     |       |
| 110 m häck        | 13,35 | Robert Kronberg                                                         | 4 juli 2001        | Athletissima               | Lausanne, Schweiz                  |       |
| 400 m häck        | 47,94 | Carl Bengtström                                                         | 11 juni 2024       | EM i friidrott             | Rom, Italien                       |       |
| 3000 m hinder     | 8.05,75 | Mustafa Mohamed                                                         | 28 juli 2007       | KBC Night of Athletics     | Heusden-Zolder, Belgien            |       |
| Höjdhopp          | 2,42 m | Patrik Sjöberg                                                          | 30 juni 1987       | DN-galan                   | Stockholm, Sverige                 |       |
| Stavhopp          | 6,28 m | Armand Duplantis                                                        | 15 juni 2025       | Bauhausgalan               | Stockholm, Sverige                 |       |
| Längdhopp         | 8,44 m | Michel Tornéus                                                          | 10 juli 2016       |                            | Sierra Nevada, Spanien             |       |
| Tresteg           | 17,79 m | Christian Olsson                                                        | 22 augusti 2004    | Olympiska spelen           | Aten, Grekland                     |       |
| Kula              | 21,33 m | Hans Höglund                                                            | 6 juni 1975        |                            | Provo, USA                         |       |
| Diskus            | 71,86 m | Daniel Ståhl                                                            | 29 juni 2019       | Bottnarydskastet           | Bottnaryd, Sverige                 |       |
| Slägga            | 80,14 m | Tore Gustafsson                                                         | 4 juli 1989        | Lappeenranta GP            | Villmanstrand, Finland             |       |
| Spjut             | 89,10 m | Patrik Bodén                                                            | 24 mars 1990       | Texas Relays               | Austin, USA                        |       |
| Tiokamp           | 8 406 p. | Nicklas Wiberg                                                          | 19–20 augusti 2009 | Världsmästerskapen         | Berlin, Tyskland                   |       |
| Tiokamp           | 10,96 (100 m), 7,25 m (längdhopp), 14,99 m (kula), 2,05 m (höjdhopp), 48,73 (400 m) / 14,75 (110 m häck), 42,28 m (diskus), 4,50 m (stavhopp), 75,02 m (spjut), 4.17,05 (1500 m) |                                                                         |                    |                            |                                    |       |
| 5 000 m gång      | 18.32,56 | Perseus Karlström                                                       | 8 mars 2019        |                            | Melbourne, Australien              |       |
| 10 000 m gång     | 37.57,02 | Perseus Karlström                                                       | 26 juni 2022       |                            | Dublin, Irland                     |       |
| 20 000 m gång     | 1:18.35,2 | Stefan Johansson                                                        | 15 maj 1992        |                            | Bergen, Norge                      |       |
| 50 000 m gång     | 3:54.59,7 | Bo Gustafsson                                                           | 26 maj 1990        |                            | Fana, Norge                        |       |
| 20 km gång (väg)  | 1:17:39 | Perseus Karlström                                                       | 19 augusti 2023    | Världsmästerskapen         | Budapest, Ungern                   |       |
| 50 km gång (väg)  | 3:44.49 | Bo Gustafsson                                                           | 30 september 1988  | Olympiska Spelen           | Seoul, Sydkorea                    |       |
| 4×100 m stafett   | 38,63 | Sverige Peter Karlsson Torbjörn Mårtensson Lars Hedner Patrik Strenius  | 2 augusti 1996     | Olympiska spelen           | Atlanta, USA                       |       |
| 4×200 m stafett   | 1.26,43 | Malmö AI Lars Sjölin Thomas Avebäck Ulf Söderman Lars Hedner            | 24 april 1988      | Mt. SAC Relays             | Walnut, USA                        |       |
| 4×400 m stafett   | 3.02,57 | Sverige Erik Carlgren Anders Faager Kenth Öhman Ulf Rönner              | 10 september 1972  | Olympiska spelen           | München, Västtyskland              |       |
| 4×800 m stafett   | 7.19,44 | Malmö AI Tobias Andersson Joel Johansson Torbjörn Johansson Jörgen Zaki | 8 juni 1996        |                            | Huddinge, Sverige                  |       |
| 4×1500 m stafett  | 15.09,3 | Mälarhöjden IK Jan Persson Lars Ericsson Antero Rinne Juha Moilanen     | 12 juni 1983       |                            | Värnamo, Sverige                   |       |

#### Damer
| Gren             | Rekord | Namn                                                                | Datum              | Tävling                      | Plats                        | Noter             |
| ---------------- | --- | ------------------------------------------------------------------- | ------------------ | ---------------------------- | ---------------------------- | ----------------- |
| 100 m            | 11,16 | Linda Haglund                                                       | 26 juli 1980       | Olympiska spelen             | Moskva, Sovjetunionen        |                   |
| 200 m            | 22,69 | Julia Henriksson                                                    | 17 augusti 2024    | Lag-SM                       | Sollentuna, Sverige          |                   |
| 400 m            | 51,13 | Moa Hjelmer                                                         | 29 juni 2012       |                              | Helsingfors, Finland         |                   |
| 800 m            | 1.58,77 | Lovisa Lindh                                                        | 6 juli 2017        | Diamond League               | Lausanne, Schweiz            |                   |
| 1000 m           | 2.35,15 | Lovisa Lindh                                                        | 11 juli 2017       | Grand Prix Slottsskogsvallen | Göteborg, Sverige            |                   |
| 1500 m           | 3.56,60 | Abeba Aregawi                                                       | 10 mars 2013       |                              | Doha, Qatar                  |                   |
| 1 mile           | 4.23,07 | Abeba Aregawi                                                       | 11 september 2015  |                              | Bryssel, Belgien             |                   |
| 2000 m           | 5.37,12 | Meraf Bahta                                                         | 19 juni 2018       |                              | Montreuil, Frankrike         |                   |
| 3000 m           | 8.37,50 | Meraf Bahta                                                         | 21 juli 2017       |                              | Monaco, Monaco               |                   |
| 5000 m           | 14.49,95 | Meraf Bahta                                                         | 22 maj 2016        |                              | Rabat, Marocko               |                   |
| 10 000 m         | 31.08,05 | Meraf Bahta                                                         | 4 maj 2021         |                              | Stockholm, Sverige           |                   |
| 1 timme          | 17 955 meter | Sarah Lahti                                                         | 4 september 2020   |                              | Bryssel, Belgien             |                   |
| 5 km             | 15.04 | Meraf Bahta                                                         | 31 december 2021   |                              | Barcelona, Spanien           |                   |
| 10 km            | 31.22 | Meraf Bahta                                                         | 9 januari 2022     |                              | Valencia, Spanien            | [ 4 ]             |
| Halvmaraton      | 1:08.19 | Sarah Lahti                                                         | 24 oktober 2021    |                              | Valencia, Spanien            |                   |
| Maraton          | 2:23.41 | Isabellah Andersson                                                 | 21 januari 2011    |                              | Dubai, Förenade Arabemiraten |                   |
| 100 km           | 7:20.48 | Kajsa Berg                                                          | 12 september 2015  |                              | Winschoten, Nederländerna    |                   |
| 3000 m hinder    | 9.23,96 | Charlotta Fougberg                                                  | 12 juli 2014       |                              | Glasgow, Storbritannien      |                   |
| 100 m häck       | 12,47 | Ludmila Engquist                                                    | 29 juli 1996       | Olympiska spelen             | Atlanta, USA                 |                   |
| 400 m häck       | 54,15 | Ann-Louise Skoglund                                                 | 30 augusti 1986    | Europamästerskapen           | Stuttgart, Västtyskland      |                   |
| Höjd             | 2,06 m | Kajsa Bergqvist                                                     | 26 juli 2003       |                              | Eberstadt, Tyskland          |                   |
| Stav             | 4,83 | Michaela Meijer                                                     | 1 augusti 2020     |                              | Norrköping, Sverige          | Höjning med 3 cm. |
| Längd            | 6,99 m | Erica Johansson                                                     | 5 juli 2000        |                              | Lausanne, Schweiz            |                   |
| Tresteg          | 14,29 m | Carolina Klüft                                                      | 8 juni 2008        |                              | Växjö, Sverige               |                   |
| Kula             | 19,66 m | Fanny Roos                                                          | 3 maj 2025         | Diamond League               | Keqiao, Shaoxing, Kina       |                   |
| Diskus           | 65,67 m | Vanessa Kamga                                                       | 26 juli 2025       | Folksam Grand prix           | Göteborg, Sverige            |                   |
| Slägga           | 73,31 m | Thea Löfman                                                         | 25 maj 2024        |                              | Halle, Tyskland              | [ 7 ]             |
| Spjut            | 61,96 m | Sofi Flink                                                          | 16 augusti 2013    |                              | Moskva, Ryssland             |                   |
| Sjukamp          | 7 032 poäng | Carolina Klüft                                                      | 25–26 augusti 2007 | Världsmästerskapen           | Osaka, Japan                 |                   |
| Sjukamp          | 13,15 (100m häck), 1,95m (höjdhopp), 14,81m (kula), 23,38 (200m), 6,85m (längdhopp), 47,98 (spjut), 2.12,56 (800m) |                                                                     |                    |                              |                              |                   |
| 3 000 m gång     | 12.25,1 | Madelein Svensson                                                   | 18 juli 1993       |                              | Strömstad, Sverige           |                   |
| 5 000 m gång     | 21.09,26 | Madelein Svensson                                                   | 25 augusti 1992    |                              | Köpenhamn, Danmark           |                   |
| 10 000 m gång    | 42.13,7 | Madelein Svensson                                                   | 15 maj 1992        |                              | Fana, Norge                  |                   |
| 20 000 m gång    | 1:35.29,5 | Monica Gunnarsson                                                   | 10 juli 1991       |                              | Borås, Sverige               |                   |
| 20 km gång (väg) | 1:33.37 | Monica Svensson                                                     | 9 oktober 2004     |                              | Köpenhamn, Danmark           |                   |
| 4×100 m stafett  | 43,61 | Sverige Emma Rienas Carolina Klüft Jenny Kallur Susanna Kallur      | 27 augusti 2005    | Finnkampen                   | Göteborg, Sverige            |                   |
| 4×200 m stafett  | 1.36,11 | Malmö AI Kristine Tånnander Helena Johnsson Lena Wallin Lena Möller | 13 juni 1982       |                              | Malmö, Sverige               |                   |
| 4×400 m stafett  | 3.29,84 | Sverige Lisa Lilja Moa Granat Jonna Claesson Marie Kimumba          | 11 juni 2024       | EM i friidrott               | Rom, Italien                 |                   |
| 4x800 m stafett  | 8.30,51 | Täby IS Cilla Pettersson Lena Nilsson Linda Olsson Monica Lundgren  | 1 juli 2000        |                              | Antony, Frankrike            |                   |

### Inomhus

#### Herrar
| Gren            | Rekord   | Namn                                                            | Datum            | Tävling                     | Plats                       | Noter  |
| --------------- | -------- | --------------------------------------------------------------- | ---------------- | --------------------------- | --------------------------- | ------ |
| 50 m            | 5,83     | Stefan Nilsson                                                  | 21 februari 1981 |                             | Grenoble, Frankrike         |        |
| 60 m            | 6,52     | Henrik Larsson                                                  | 8 mars 2025      | Europamästerskapen          | Apeldoorn, Nederländerna    | [ 8 ]  |
| 200 m           | 20,43    | Erik Erlandsson                                                 | 17 januari 2025  |                             | Växjö, Sverige              |        |
| 400 m           | 45,33    | Carl Bengtström                                                 | 19 mars 2022     | Världsmästerskapen          | Belgrad, Serbien            |        |
| 800 m           | 1.45,09  | Andreas Kramer                                                  | 17 februari 2021 |                             | Toruń, Polen                |        |
| 1000 m          | 2.20,56  | Torbjörn Johansson                                              | 25 februari 1996 |                             | Stockholm, Sverige          |        |
| 1500 m          | 3.35,47  | Samuel Pihlström                                                | 30 januari 2024  |                             | Ostrava, Tjeckien           | [ 9 ]  |
| 1 mile          | 3.54,78  | Samuel Pihlström                                                | 4 februari 2025  |                             | Ostrava, Tjeckien           | [ 10 ] |
| 3000 m          | 7.34,31  | Andreas Almgren                                                 | 17 februari 2022 |                             | Liévin, Frankrike           |        |
| 5000 m          | 13.39,71 | Mustafa Mohamed                                                 | 2 februari 2006  |                             | Stockholm, Sverige          |        |
| 50 m häck       | 6,46     | Robert Kronberg                                                 | 4 mars 2001      |                             | Sindelfingen, Tyskland      |        |
| 60 m häck       | 7,54     | Robert Kronberg                                                 | 9 mars 2001      |                             | Lissabon, Portugal          |        |
| 60 m häck       | 7,54     | Robert Kronberg                                                 | 18 mars 2001     |                             | Glasgow, Storbritannien     |        |
| Höjdhopp        | 2,41     | Patrik Sjöberg                                                  | 1 februari 1987  |                             | Pireus, Grekland            |        |
| Stavhopp        | 6,27     | Armand Duplantis                                                | 28 februari 2025 |                             | Clermont-Ferrand, Frankrike |        |
| Längdhopp       | 8,38     | Thobias Montler                                                 | 18 mars 2022     | Världsmästerskapen          | Belgrad, Serbien            |        |
| Tresteg         | 17,83    | Christian Olsson                                                | 7 mars 2004      |                             | Budapest, Ungern            |        |
| Kula            | 21,49    | Wictor Petersson                                                | 22 februari 2025 | Svenska inomhusmästerskapen | Växjö, Sverige              | [ 11 ] |
| Sjukamp         | 6 142 p. | Henrik Dagård                                                   | 11-12 mars 1995  |                             | Barcelona, Spanien          |        |
| 4×200 m stafett | 1.25,26  | Johan Wissman Johan Engberg Alexander Ljunggren Andreas Mokdasi | 29 januari 2005  |                             | Glasgow, Storbritannien     |        |
| 4×400 m stafett | 3.07,10  | Joni Jaako Johan Wissman Andreas Mokdasi Mattias Claesson       | 12 mars 2006     |                             | Moskva, Ryssland            |        |

#### Damer
| Gren            | Rekord                                                                                   | Namn                                                                                | Datum            | Tävling                           | Plats                       | Noter  |
| --------------- | ---------------------------------------------------------------------------------------- | ----------------------------------------------------------------------------------- | ---------------- | --------------------------------- | --------------------------- | ------ |
| 50 m            | 6,17                                                                                     | Linda Haglund                                                                       | 22 februari 1981 |                                   | Grenoble, Frankrike         |        |
| 50 m            | 6,17                                                                                     | Linda Haglund                                                                       | 22 februari 1981 | Grenoble, Frankrike               |                             |        |
| 60 m            | 7,13                                                                                     | Linda Haglund                                                                       | 12 mars 1978     | Europamästerskapen                | Milano, Italien             |        |
| 60 m            | 7,13                                                                                     | Linda Haglund                                                                       | 31 januari 1981  |                                   | Åbo, Finland                |        |
| 200 m           | 22,84                                                                                    | Julia Henriksson                                                                    | 23 februari 2025 | Svenska inomhusmästerskapen       | Växjö, Sverige              | [ 12 ] |
| 400 m           | 52,04                                                                                    | Moa Hjelmer                                                                         | 3 mars 2013      | Europamästerskapen                | Göteborg, Sverige           |        |
| 800 m           | 2.00,01                                                                                  | Maria Akraka                                                                        | 19 februari 1998 | Globen-galan                      | Stockholm, Sverige          |        |
| 1 000 m         | 2.38,11                                                                                  | Malin Ewerlöf                                                                       | 25 februari 1999 | Globen-galan                      | Stockholm, Sverige          |        |
| 1 500 m         | 3.57,91                                                                                  | Abeba Aregawi                                                                       | 6 februari 2014  | XL-galan                          | Stockholm, Sverige          |        |
| 1 mile          | 4.23,68                                                                                  | Yolanda Ngarambe                                                                    | 11 februari 2024 | Millrose Games                    | New York, USA               | [ 13 ] |
| 3 000 m         | 8.42,46                                                                                  | Meraf Bahta                                                                         | 8 februari 2018  | Villa de Madrid Indoor Meeting    | Madrid, Spanien             |        |
| 5 000 m         | 15.06,49                                                                                 | Sara Wedlund                                                                        | 25 februari 1996 | Globen-galan                      | Stockholm, Sverige          |        |
| 50 m häck       | 6,67                                                                                     | Susanna Kallur                                                                      | 21 februari 2008 | GE-galan                          | Stockholm, Sverige          |        |
| 60 m häck       | 7,68                                                                                     | Susanna Kallur                                                                      | 10 februari 2008 | BW-Bank Meeting                   | Karlsruhe, Tyskland         |        |
| Höjdhopp        | 2,08 m                                                                                   | Kajsa Bergqvist                                                                     | 4 februari 2006  | Hochsprung mit Musik              | Arnstadt, Tyskland          |        |
| Stavhopp        | 4,81 m                                                                                   | Angelica Bengtsson                                                                  | 24 februari 2019 | All Star Perche                   | Clermont-Ferrand, Frankrike |        |
| Längdhopp       | 6,92 m (2:a hoppet)                                                                      | Carolina Klüft                                                                      | 7 mars 2004      | Världsmästerskapen                | Budapest, Ungern            |        |
| Längdhopp       | 6,92 m (3:e hoppet)                                                                      | Carolina Klüft                                                                      | 7 mars 2004      | Världsmästerskapen                | Budapest, Ungern            |        |
| Längdhopp       | 6,92 m                                                                                   | Khaddi Sagnia                                                                       | 25 februari 2018 | Glasgow Grand Prix                | Glasgow, Storbritannien     |        |
| Tresteg         | 14,12 m                                                                                  | Camilla Johansson                                                                   | 26 februari 2000 | Europamästerskap                  | Gent, Belgien               |        |
| Kula            | 19,30 m                                                                                  | Axelina Johansson                                                                   | 4 februari 2023  | Frank Sevigne Husker Invitational | Lincoln, USA                | [ 14 ] |
| Femkamp         | 4 948 p.                                                                                 | Carolina Klüft                                                                      | 4 mars 2005      | Europamästerskap                  | Madrid, Spanien             |        |
| Femkamp         | 8,19 (60 m häck), 1,93 m (höjdhopp), 13,29 m (kula), 6,65 m (längdhopp), 2.13,47 (800 m) |                                                                                     |                  |                                   |                             |        |
| 4×200 m stafett | 1.36,86                                                                                  | Sverige · Pernilla Nilsson · Moa Hjelmer · Isabelle Eurenius · Josefin Magnusson    | 13 februari 2016 |                                   | Växjö, Sverige              |        |
| 4×400 m stafett | 3.34,71                                                                                  | Sverige · Beatrice Dahlgren · Ellinor Stuhrmann · Erica Mårtensson · Louise Gundert | 7 mars 2004      | Världsmästerskapen                | Budapest, Ungern            |        |